# Эгеде (лунный кратер)
Кратер Эгеде (лат. Egede) — ударный кратер в северной части видимой стороны Луны, находящийся на юго-восточной границе Моря Холода. Название присвоено в честь норвежского исследователя и миссионера Ханса Эгеде (1686—1758) и утверждено Международным астрономическим союзом в 1935 г. Образование кратера относится к раннеимбрийской эпохе.

## Описание кратера

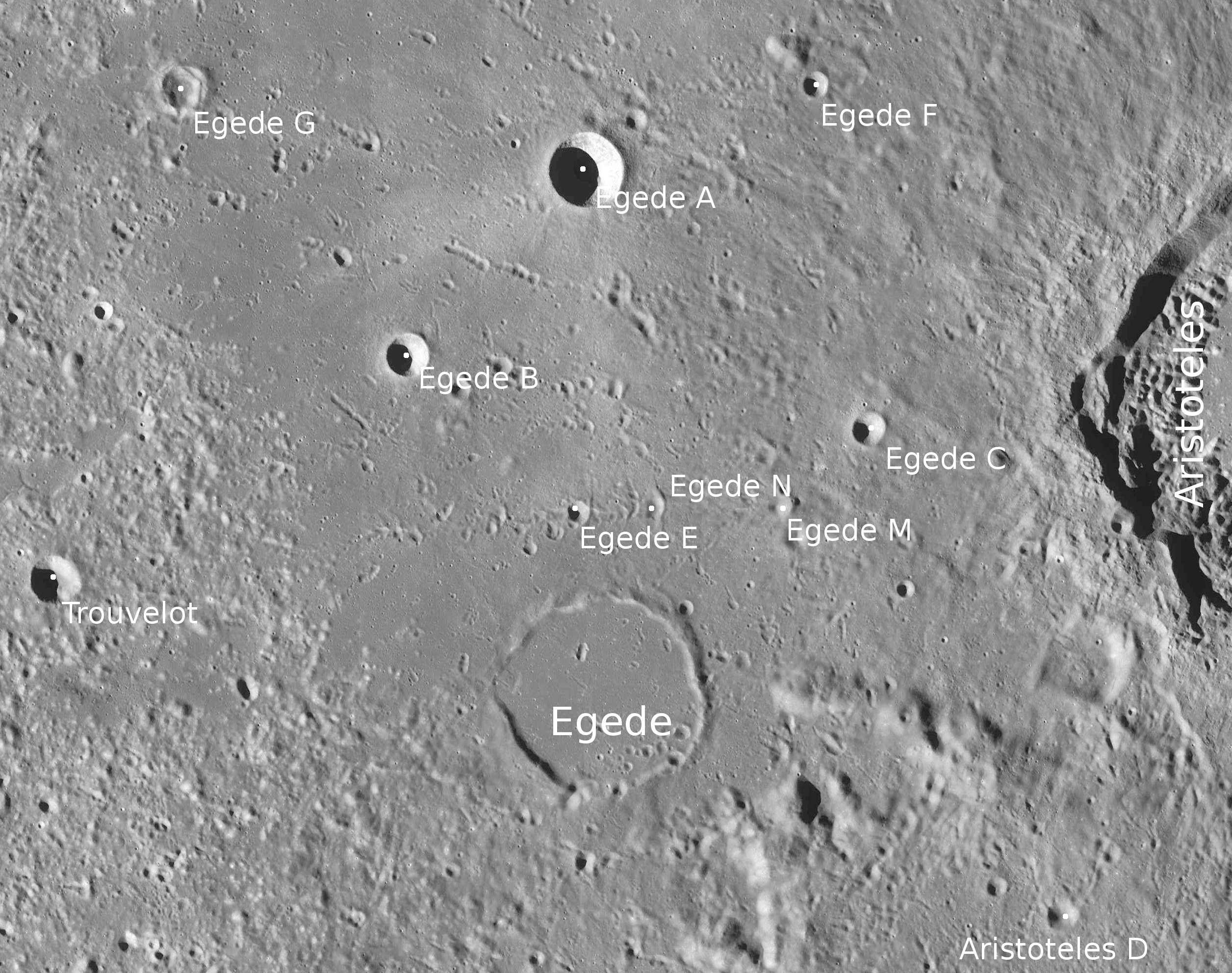
Окрестности кратера Эгеде. Снимок зонда Lunar Reconnaissance Orbiter.

На западе от кратера находятся горы Альпы и Альпийская долина; на северо-востоке кратер Аристотель, на юго-востоке кратер Евдокс. Селенографические координаты центра кратера 48°43′ с. ш. 10°38′ в. д. / 48,72° с. ш. 10,64° в. д., диаметр около 34 км, глубина 0,43 км.
Кратер полностью заполнен лавой при образовании Моря Холода, над поверхностью моря слегка возвышаются остатки полигонального вала кратера. Дно чаши плоское и не имеет приметных структур, за исключением нескольких маленьких кратеров. Кратер заметен только при достаточно малых углах освещения Солнцем. Объём кратера составляет приблизительно 1000 км³.

## Сателлитные кратеры
| Эгеде | Координаты                                            | Диаметр, км |
| ----- | ----------------------------------------------------- | ----------- |
| A     | 51°34′ с. ш. 10°30′ в. д. / 51,57° с. ш. 10,5° в. д.  | 12,3        |
| B     | 50°35′ с. ш. 8°55′ в. д. / 50,59° с. ш. 8,92° в. д.   | 7,3         |
| C     | 50°11′ с. ш. 13°00′ в. д. / 50,19° с. ш. 13° в. д.    | 5,8         |
| E     | 49°44′ с. ш. 10°26′ в. д. / 49,74° с. ш. 10,43° в. д. | 3,6         |
| F     | 52°01′ с. ш. 12°32′ в. д. / 52,02° с. ш. 12,53° в. д. | 4,3         |
| G     | 52°00′ с. ш. 6°56′ в. д. / 52° с. ш. 6,94° в. д.      | 7,3         |
| M     | 49°47′ с. ш. 12°13′ в. д. / 49,78° с. ш. 12,21° в. д. | 4,1         |
| N     | 49°46′ с. ш. 11°06′ в. д. / 49,76° с. ш. 11,1° в. д.  | 3,5         |
| P     | 47°47′ с. ш. 10°29′ в. д. / 47,79° с. ш. 10,48° в. д. | 3,6         |

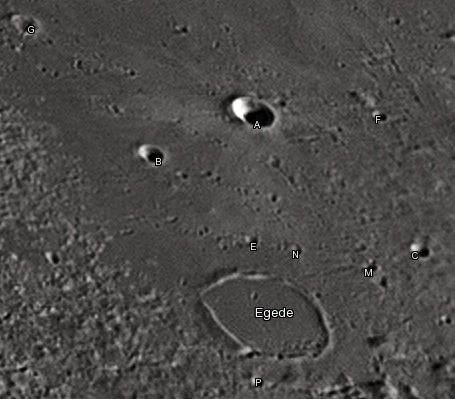
Снимок Девида Кемпбелла.

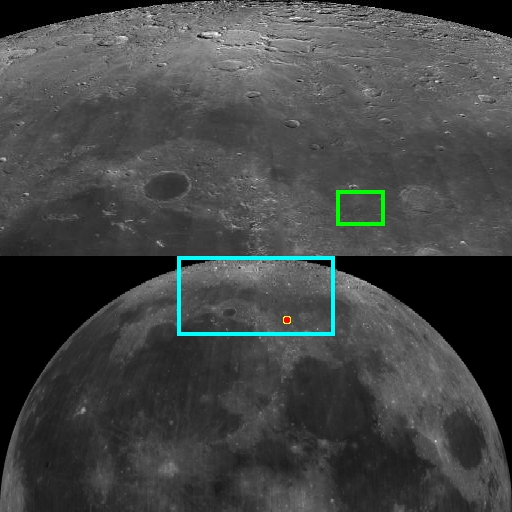
Месторасположение кратера

- Сателлитный кратер Эгеде А включен в список кратеров с яркой системой лучей Ассоциации лунной и планетарной астрономии (ALPO)[5].